# Microlophus theresiae
Microlophus theresiae là một loài thằn lằn trong họ Tropiduridae. Loài này được Steindachner mô tả khoa học đầu tiên năm 1901.